# Leporinus parae
Leporinus parae és una espècie de peix de la família dels anostòmids i de l'ordre dels caraciformes.

## Morfologia
- Els mascles poden assolir 22,9 cm de llargària total.
- Nombre de vèrtebres: 35-37.[4][5]

## Hàbitat
Viu en zones de clima tropical.

## Distribució geogràfica
Es troba a Sud-amèrica: conques fluvials de Pará (Brasil).